# Rakutenshi
Rakutenshi (楽天使) est un groupe féminin de J-pop, formé en 1988, composé de trois idoles japonaises déjà actives en solo depuis 1989, Shinobu Nakayama, Mamiko Tayama et Junko Kawada. Fin 1990, avant de séparer, elles forment un groupe commun avec les membres de Lip's et la soliste Rumi Shishido, le temps d'un single et d'un album de noël, sous le nom Nanatsuboshi. Puis les trois chanteuses continuent chacune leurs carrières en solo, jusqu'en 1991. Mamiko Tayama et Shinobu Nakayama, sœur de la célèbre idole Miho Nakayama, se consacrent depuis à la comédie.

## Membres
- Shinobu Nakayama (中山忍?, née le 18 janvier 1973)
- Junko Kawada (河田純子?, née le 22 novembre 1974)
- Mamiko Tayama (田山真美子?, née le 29 mars 1974)

## Discographie
Single
- 1989.12.17 : Tenshitachi no Symphony

Album
- 1990.01.01 : Raku-tenshi (mini-album)

Video
- 1990 : Rakutenshi The Video